# Richard Dreher
Richard Eduard Dreher (* 10. September 1875 in Dresden; † 29. Oktober 1932 in Pillnitz) war ein deutscher Kunstmaler.

## Leben
Richard Dreher wuchs als ältestes von fünf Kindern in ärmlichen Verhältnissen in Dresden auf. Als er 14 Jahre alt war, begann er eine Lehre bei einem Dresdener Lithografen. 1892 wechselte er zu einem Berliner Lithografen und wurde später Retuscheur bei einem Fotografen. Während dieser Zeit beschäftigte er sich vermehrt mit Kunst und lernte 1895 Gerhart Hauptmann kennen. Bei einem Aufenthalt in Hamburg entschied er, sich nur noch der Kunst zu widmen. 1903 nahm er an Kunstausstellungen in Berlin und Dresden teil. Im folgenden Jahr zog er mit seiner Familie nach Rockau, wo er hauptsächlich Elblandschaften malte. Er nahm weiterhin an Ausstellungen teil und erhielt 1908 den Villa-Romana-Preis des Deutschen Künstlerbundes. Der einsetzende Erfolg ermöglichte es Richard Dreher, mit seiner Familie ein Jahr in Florenz und in Forte dei Marmi in der Nähe von Pisa zu verbringen. Auch danach stellt er weiter mit Erfolg aus, zum Beispiel bei der Galerie Ernst Arnold und bei Paul Cassirer. Bis zum Ersten Weltkrieg unternahm er Studienreisen nach Dänemark, Südfrankreich, Rom und in die Toskana. Er kaufte 1915, nachdem er ein zweites Mal geheiratet hat, ein Haus in Elbersdorf. Weil er keinen Militärdienst leisten musste, konnte er sich auch während des Krieges weiter mit der Kunst befassen. Nach Kriegsende ging er 1919 als Professor für Malerei an die Kunstakademie Dresden und unterrichtete dort unter anderem Wilhelm Lachnit und Otto Garten. 1924 fuhr er erneut auf Studienreise nach Italien. Dreher zog sich zunehmend aus gesundheitlichen Gründen aus der Öffentlichkeit zurück. Von 1927 bis zu seinem Tod 1932 wohnte er im Wasserpalais des Pillnitzer Schlosses.
Sein Sohn war der Jurist Eduard Dreher.

## Künstlerisches Wirken
Dreher vertrat das Prinzip der Ordnung und der Vereinfachung des empfangenen Natureindrucks von Form und Farbe. Er suchte nach objektiven Bildgesetzmäßigkeiten in Werken eines klassisch gebändigten Expressionismus. Am Anfang malte er zahlreiche Werke, die dem Neoimpressionismus zuzuordnen sind. Er hat vor allem Natur und Stillleben gemalt, selten Porträts und Aktstudien.

## Museen und öffentliche Sammlungen mit Werken Drehers (unvollständig)
- Dresden, Galerie Neue Meister[2]
- Dresden, Kupferstichkabinett[2]

## Postume Ausstellung von Werken Drehers (mutmaßlich unvollständig)
- 1948: Radebeul, Haus der Kunst („Dresdner Impressionisten“)[3]
- 2002: Dresden, Galerie Neue Meister